# Aşağıkışlacık, Of
Aşağıkışlacık là một xã thuộc huyện Of, tỉnh Trabzon, Thổ Nhĩ Kỳ. Dân số thời điểm năm 2011 là 235 người.